# ستورم ريد
ستورم ريد (بالإنجليزية: Storm Reid)‏ هي ممثلة أمريكية، ولدت في 1 يوليو 2003 بأتلانتا في الولايات المتحدة.

## أعمال

### أفلام
- (2013) عبد لاثني عشر عاما[5][6]
- (2018) تجعد في وقت

## وصلات خارجية
- ستورم ريد على موقع IMDb (الإنجليزية)
- ستورم ريد على موقع ميتاكريتيك (الإنجليزية)
- ستورم ريد على موقع روتن توميتوز (الإنجليزية)
- ستورم ريد على موقع أول موفي (الإنجليزية)
- ستورم ريد على موقع قاعدة بيانات الفيلم (الإنجليزية)
- ستورم ريد على موقع كينوبويسك (الروسية)